# Martin Ostertag
Martin Ostertag (* 1943 in Lörrach) ist ein deutscher Cellist und Musikpädagoge.

## Leben
Martin Ostertag studierte Cello bei Leo Koscielny an der Hochschule für Musik Karlsruhe und bei André Navarra in Paris. 1967 war er Preisträger des internationalen Wettbewerbs in Wien, 1968/69 der Bundesauswahl des Deutschen Musikrates Konzert junger Künstler. Danach war er Erster Solocellist der Düsseldorfer Symphoniker, des Amati Ensembles Berlin, des Orchesters der Deutschen Oper Berlin und schließlich ab 1974 des SWR-Sinfonieorchesters Baden-Baden-Freiburg. Er unternahm zahlreiche Konzertreisen und Gab Meisterkurse in Argentinien, Brasilien, Kanada, Deutschland, Finnland, Italien und Japan. Seit 1980 unterrichtet er an der Musikhochschule Karlsruhe. 
Mit Nicolas Chumachenco, Erika Geldsetzer und Benjamin Rivinius gründete Ostertag das Villa Musica Streichquartett, mit dem er zwei Echo-Klassik-Preise für Aufnahmen von Mozarts Streichquartetten gewann. Internationale Anerkennung fanden auch seine Aufnahmen von Bachs Cellosuiten und Schumanns späten Stücken für Cello und Klavier. Ostertag spielt ein Instrument aus der Werkstatt von Pietro Guarneri.